# Santiago de Angulo Ortiz de Traspeña
Santiago de Angulo Ortiz de Traspeña (Madrid, 30 de desembre de 1823 –Madrid, 25 de gener de 1900) va ser un arquitecte i polític espanyol.

## Biografia
Fill del regidor i diputat càntabre Matías de Angulo, en 1850 es llicencià en arquitectura a la Universitat Central de Madrid i arribà a ser arquitecte de Palau. Fou membre de la Milícia Nacional, mercè la qual fou guardonat amb la Creu de Sant Ferran de 2a Classe, i després dels serveis prestats durant l'epidèmia de còlera de 1865 fou guardonat amb l'Orde Civil de la Beneficència. També va rebre l'encomana de número de l'Orde d'Isabel la Catòlica i la Gran Creu de l'Orde de Carles III.
Adscrit aviat al Partit Progressista i - després - al Constitucional, després de la proclamació de la Gloriosa accedeix a un escó per Madrid a les eleccions generals espanyoles de 1871.
Ja en el regnat d'Amadeu I d'Espanya és designat, el 5 d'octubre de 1871, ministre d'Hisenda, cessant el 20 de febrer de l'any següent. Durant el seu mandat aconseguí pagar amb rapidesa el cupó del Deute i liquida el Banc de París a més d'aprovar la Llei Orgànica del Tribunal de Comptes del Regne. En 1872 fou també vicepresident tercer del Senat.
Després de la restauració borbònica fou escollit novament diputat per Madrid a les eleccions generals espanyoles de 1876, 1879, 1881, 1884 i 1886, i posteriorment senador vitalici des de 1889. També va ser alcalde de Madrid en 1894.